# Archibaldo Peralta
Archibaldo Peralta Padilla (Valparaíso, 1941-2024) fue un historiador chileno especialista en la historia y patrimonio de Valparaíso, ciudad de la que es hijo ilustre. Asimismo, ha sido citado por importantes medios de su país o internacionales como La Tercera, Radio Bío-Bío o Deutsche Welle —para el análisis sobre cultores patrimoniales o acerca de hitos históricos que involucran a la ciudad-puerto—.
Su figura ha sido difundida como una voz autorizada en cuanto a medidas relacionadas al cuidado del patrimonio de la urbe porteña. Asimismo, también ha sido reconocido por su denuncia al robo de estatuas y tráfico de piezas patrimoniales, así como su donación de libros a establecimientos educacionales como la Universidad de Playa Ancha. Por otra parte, ha habido ciudadanos del propio Valparaíso que lo elevan a figuras de la talla de Gabriela Mistral.

## Biografía
Nacido en Valparaíso, Peralta reconoció –en entrevista para Radio Valparaíso– haber tenido una infancia «muy alegre (...) muy compartida con los niños del barrio de todo espectro social».
En la década de 2010, se dedicó a prestar servicios a estudiantes porteños de carreras como arquitectura, periodismo, diseño y pedagogía para la investigación o aplicación de iniciativas relacionadas con la cultura y paisaje de Valparaíso.
El 7 de mayo de 2021, sufrió un duro golpe por caída en su hogar, lo que le afectó considerablemente en el momento. Asimismo, esta situación causó revuelo en redes sociales debido a los presuntos problemas que tuvo para atenderse en su CESFAM cercano, el Marcelo Mena, debido a boletas honorarias sin derecho a Fonasa. Pese a ello, Peralta aseguró que el problema se resolvió, sosteniendo que «Fonasa no me reconocía como tal, porque no tenía imposiciones, pero ahora ya eso me lo solucionaron».
Aquel mismo año, apoyó la candidatura presidencial de Yasna Provoste, quien además fuese su jefa durante sus años de trabajo en el Ministerio de Educación.
El 21 de noviembre de 2022, volvió a ser noticia debido a su delicado estado de salud.
Falleció en Valparaíso, el día 25 de marzo de 2024.